# Marco Fileta Filiuli

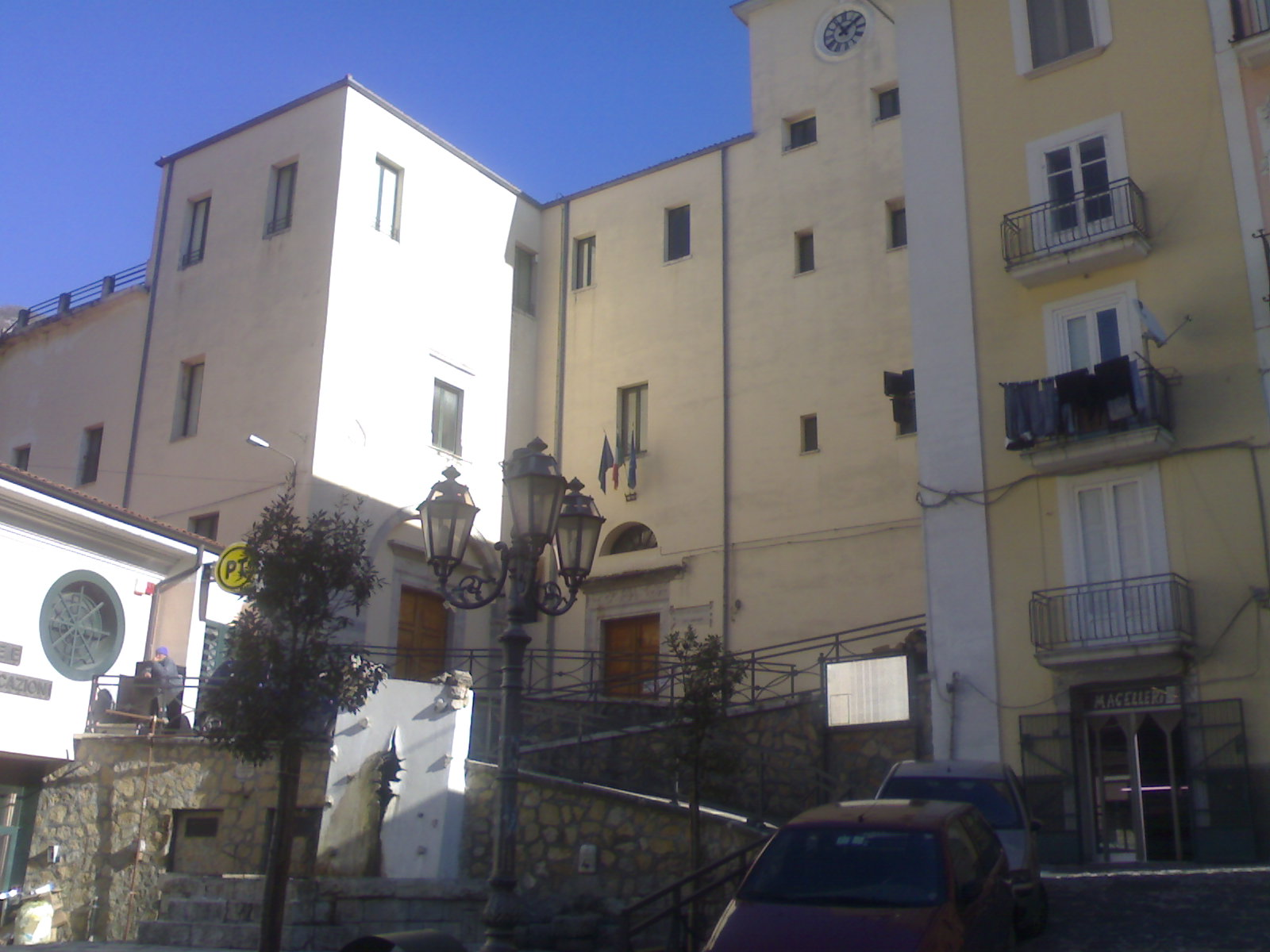
Il Palazzo Tercasio, sede della prima tipografia del Principato Citra

Marco Fileta Filiuli (Campagna, XVI secolo – Campagna, 1570) è stato un filologo italiano del Regno di Napoli.

## Biografia
Canonico sacrista della Cattedrale di Campagna, studiò lettere, presso il convento domenicano di San Bartolomeo (di Campagna), lo stesso dove visse un breve periodo Giordano Bruno, e ne divenne successivamente docente facendo da precettore a Giulio Cesare Capaccio.
Insieme a Giovanni Antonio De Nigris, nel 1545 impiantò la prima stamperia a caratteri mobili del Principato Citra.
La stamperia venne ubicata nel palazzo Tercasio di Campagna e, produsse numerosi manoscritti del Fileta Filiuli, di De Nigris, di S. Tonolo, G. Ferretti, V. De Castro, G. Da Sicignano.
Sempre insieme a De Nigris, fondò la locale Accademia dei Taciturni, un circolo letterario.

## Opere
- M. Philetu Iesualdu kampanu ekatosys ton epistholon: videlicet m. Phileti Filioli Iesualdi Epistolicorum commentariorum et familiarium quaestionum valde vtilium libri tres centum epistolas suo ordine continentes, ad Vincentium Extautauilla Sarnensium, ad Elysium Iesualdum Compsanorum, ad que Marinum Caracciolum Bucensium principes opt. Campagna, 1545
- Eloquia Campagna
- De religione perfecta Campagna
- Liber carminum Campagna